# Podocarpus costaricensis
Podocarpus costaricensis é uma espécie de conífera da família Podocarpaceae.
Pode ser encontrada nos seguintes países: Costa Rica e Panamá.